# Ring - Vòng tròn ác nghiệt
Ring - Vòng tròn ác nghiệt (リング Ringu) là tên tiểu thuyết kinh dị, bí ẩn của nhà văn người Nhật Suzuki Kōji xuất bản lần đầu năm 1991. Ring được xem là một trong những đỉnh cao thể loại văn học kinh dị của Nhật, tạo nên cơn sốt kinh dị (horror boom) tại Nhật suốt một thời gian dài. Đến nay tiểu thuyết có hàng loạt phim dài, phim truyền hình, manga và vô số sản phẩm ăn theo khác.

## Nội dung
Sau khi phát hiện 3 thiếu niên chết cùng lúc và theo cách kỳ quái giống cháu gái mình, Asakawa Kazuyuki, phóng viên của tờ báo Daily News đã tiến hành một cuộc điều tra cá nhân. Cuộc tìm kiếm của anh đưa anh đến Pacific Land Lodge ở phía Nam Hakone, một khu nghỉ dưỡng nơi những thanh niên ở cùng nhau một tuần trước khi họ qua đời. Ở đó, anh ta tìm thấy một cuốn băng video bí ẩn không được đánh dấu chiếu một chuỗi dài 20 phút bao gồm các cảnh trừu tượng và thực tế và kết thúc bằng dòng chữ cảnh báo rằng người xem chỉ còn một tuần để sống. Phần tiếp theo, được cho là giải thích về cách hóa giải lời nguyền lại bị ghi đè bởi một quảng cáo.
Đoạn băng khiến Asakawa khiếp sợ. Mong muốn tránh xa số phận của mình, anh lấy cuốn băng và nhờ đến sự giúp đỡ của người bạn cũ thời trung học Ryūji Takayama, hiện là Giáo sư Triết học của trường đại học. Bị hấp dẫn, Ryūji xem đoạn băng và xin một bản để học ở nhà và Asakawa đồng ý.
Trong khi Ryuuji mổ xẻ đoạn phim để tìm ra nơi quay và phát sóng thì Asakawa lại đuổi theo những đầu mối khác. Anh về nhà chỉ để biết rằng vợ anh đã xem đoạn băng, với đứa con gái sơ sinh của họ trên đùi vì tò mò.
Ngày hôm sau, Ryuuji nhận ra rằng những khoảnh khắc gần như đen tối xuất hiện trong các cảnh thực có thể là do thiết bị ghi hình nhấp nháy. Cả hai đi đến Kamakura và truy cập kho lưu trữ cá nhân về các trường hợp siêu nhiên được tìm thấy ở Nhật Bản. Đang tìm kiếm những cá nhân có khả năng chụp ảnh tâm linh, họ tìm thấy hồ sơ của Sadako Yamamura, một phụ nữ trẻ sinh ra trên đảo Izu Oshima. Và trùng hợp là những phương ngữ trong đoạn băng cũng tới từ vùng Oshima.
Ryuuji đưa ra giả thuyết Sadako đã chết và phần cuối của cuốn băng chứa đựng những gì cô ấy muốn người xem thực hiện. Để tìm hiểu điều đó, họ tới Izu Oshima để tìm hiểu về quá khứ của cô. Bị mắc kẹt trên đảo vì một cơn bão lớn, cặp đôi không thể khai thác được bất cứ điều gì giúp giải đáp bí ẩn. Ngay cả với sự giúp đỡ của Oshima và Yoshino, đồng nghiệp của Asakawa, họ cũng chỉ ghép được dòng thời gian của Sadako cách đây 30 năm.
Khi thời hạn đến gần, Ryuuji nảy ra ý tưởng tìm kiếm sự tồn tại của Sadako tại khu nghỉ dưỡng. Yoshino phát hiện ra rằng khu nghỉ dưỡng từng là viện điều dưỡng bệnh lao, nơi cha của Sadako sống những ngày cuối đời, và nhân viên duy nhất còn sống làm việc ở đó trong khoảng thời gian gần khi Sadako mất tích là Tiến sĩ Nagao Jotaro.
Khi cơn bão tan, cả hai đi đến văn phòng của Tiến sĩ Jotaro và nhận ra ông ta chính là kẻ hung hãn trong đoạn băng. Ryuuji ép bác sĩ Jotaro tìm câu trả lời. Bác sĩ thừa nhận đã say mê Sadako và như thể bị thôi thúc bởi điều gì đó ngoài bản thân, ông đã cưỡng hiếp cô trong một căn nhà gỗ bỏ hoang nằm sâu trong rừng, trong quá trình đó, cô đã lây bệnh đậu mùa từ ông và ông cũng biết được rằng cô là người lưỡng tính. Bị thúc đẩy bởi cùng một sự ép buộc không thể giải thích được (mà sau này bộ đôi suy ra là sự kiểm soát tâm trí của Sadako), ông bóp cổ cô và ném cô xuống một cái giếng gần đó, ngày nay là bên dưới nhà nghỉ ở South Hakone Pacific Land. Tin rằng cơn thịnh nộ và sức mạnh tâm linh của Sadako đã phản chiếu hình ảnh lên cuốn băng, cả hai chạy đua trở về nhà nghỉ. Đoán rằng ý muốn của cô là được giải thoát, họ leo xuống cái giếng bên dưới cabin và Asakawa tìm thấy hài cốt của cô. Thời hạn 7 ngày của Asakawa trôi qua và anh vẫn còn sống, thuyết phục họ rằng lời nguyền đã bị phá bỏ.
Ngày hôm sau, họ chia tay nhau và Asakawa trả lại hài cốt của Sadako cho đại gia đình của cô. Đêm đó, Ryuuji cảm nhận được cái chết của mình đang đến gần. Trong những giây phút cuối cùng của mình, anh ấy đã suy ra được sự thực. Anh ta gọi cho trợ lý và người bạn tâm giao của mình Mai Takano, nhưng chỉ kịp hét lên trước khi chết. Asakawa được Mai thông báo rằng Ryuuji đã chết.
Hoảng sợ khi thời hạn dành cho vợ và con đang đến gần, Asakawa cố gắng tìm hiểu lý do tại sao mình lại an toàn. Ryuuji xuất hiện trong một linh ảnh và hướng dẫn anh ấy câu trả lời. Sức mạnh tâm linh của Sadako kết hợp với virus đậu mùa và tạo ra một loại virus huyền bí, và nó muốn lan truyền qua các bản sao băng. Cách để thoát chết là sao chép cuốn băng và cho người khác xem. Chỉ còn năm giờ nữa, Asakawa chạy về nhà bố mẹ vợ với cuốn băng và đầu máy VCR, quyết định giải phóng "tà ác ngày tận thế" vì lợi ích của gia đình nhỏ của mình.

## Nhân vật
Asakawa Kazuyuki (浅川 和行)
Nhân vật chính của tiểu thuyết. 30 tuổi. Phóng viên báo M ở Tokyo. Rất yêu thương vợ con.
Takayama Ryūji (高山 竜司)
Bạn của Asakawa. 32 tuổi. Trước là một bác sĩ và nay là giáo sư tâm lý. Một con người kỳ lạ nhưng có đầu óc thiên tài. Tuyên bố mình muốn chứng kiến cái kết thúc của con người và rằng mình là một kẻ hiếp dâm. Trong Rasen và Loop, hai tiểu thuyết sau của Suzuki Kōji cũng có một nhân vật tên này. Về sau ông bị giết bởi Sadako
Yamamura Sadako (山村 貞子)
Người đứng đằng sau cuốn băng bị nguyền rủa. Đã bị giết chết từ 30 năm trước nhưng siêu năng lực của cô vẫn còn hoạt động. Là một người bị chứng tinh hoàn nữ hoá.
Yoshino Kenzō (吉野 賢三)
35 tuổi. Đồng nghiệp của Asakawa từ thời làm ban xã hội báo M. Hiện đang làm ban tin tức thành phố Yokosuka. Người trực tiếp điều tra tin tức về mẹ của Sadako cho Asakawa. Trong Rasen và Loop, hai tiểu thuyết sau của Suzuki Kōji cũng có một nhân vật tên này.
Asakawa Shizu (浅川 静)
32 tuổi. Vợ của Asakawa Kazuyuki.
Asakawa Yōko (浅川 陽子)
1 tuổi rưỡi. Con gái của Asakawa Kazuyuki.
Takano Mai (高野 舞)
Học trò của Takayama Ryūji và là người ông yêu thương.
Nagao Jotaro ()
29 tuổi. Một bác sĩ. Kẻ hiếp dâm và gây ra cái chết cho Sadako Yamamura.

## Phát hành
Tiểu thuyết lần đầu được phát hành vào tháng 6 năm 1991. Năm 2007, truyện được Nhã Nam mua bản quyền, dịch bởi Lương Việt Dzũng từ nguyên tác tiếng Nhật và được xuất bản bởi Nhà xuất bản Văn học. Sách được tái bản năm 2012.

## Chuyển thể

### Truyền hình
- Ring ~Sự cố hay sắp đặt? Oán niệm của người con gái cướp đi tính mạng 4 người (リング 〜事故か！ 変死か！ 4つの命を奪う少女の怨念〜?) (1995): phim truyền hình của đài truyền hình Fuji.
- Ring ~Chương cuối (リング ～最終章～ Ring ~Saishūshō~?) (1999): phim truyền hình của đài truyền hình Fuji.

### Phim dài

#### Nhật Bản
- Ring (1998): phim kinh dị đạo diễn bởi Nakata Hideo
- Ring 2 (1999):
- Ring 0: Birthday (2000)
- Sadako 3D (2012): phim 3D của Nhật
  - Sadako 3D: Zokuhen (2013): phần tiếp theo của "Sadako 3D"

#### Hoa Kỳ
- The Ring (2002): phim kinh dị của Mỹ đạo diễn bởi Gore Verbinski
  - The Ring 2 (2005): phần tiếp theo của The Ring.

#### Hàn Quốc
- Ring (Hangul: 링) (1999): được biết đến với tên quốc tế là "The Ring Virus".

### Manga
- Ring: minh hoạ bởi Nagai Kōjirō
- The Ring (1998): minh hoạ bởi Inagaki Misao
- The Ring; The Ring 2 (1998); Birthday; The Ring 0: Birthday (2000); Sadako (2012): dựa trên tiểu thuyết và phim, minh hoạ bởi Meimu.